# لتی (بابل)
لتی (بابل)، روستایی از توابع بخش بندپی شرقی شهرستان بابل در استان مازندران ایران است.

## جمعیت
این روستا در دهستان فیروزجاه قرار دارد و براساس سرشماری مرکز آمار ایران در سال ۱۳۸۵، جمعیت آن زیر سه خانوار بوده‌است.